# Бедная Саша
«Бе́дная Са́ша» — российский комедийно-детективный телевизионный художественный фильм 1997 года режиссёра Тиграна Кеосаяна.
В главных ролях — Александр Збруев, Юля Чернова и Вера Глаголева.
Входит в число новогодних фильмов, снятых специально к зимним праздникам, и часто транслируемых в это время телевидением. После прекращения вещания телеканала «ТВС» 22 июня 2003 года право на показ фильма «Бе́дная Са́ша» забрал «Первый канал». Фильм был показан первый раз на «Первом канале» в январе 2004 года.

## Сюжет
Москва, канун Нового 1998 года. Владимир Берёзкин — рассеянный и незадачливый, но талантливый и честный взломщик (он получил срок за то, что ограбил банк, но взял оттуда не миллион рублей, а всего лишь «свои» десять тысяч, которые когда-то положил на счёт, да еще и забыл у взломанного сейфа свой паспорт) выходит из тюрьмы на побывку на зимние праздники. С собой он везёт деньги, порученные ему на хранение мафиозным боссом. По дороге Берёзкин из-за своей рассеянности теряет «общак», и теперь ему грозит расправа. В отчаянии он пытается повеситься, но его спасает бродяга Аристарх, который работает Дедом Морозом. Вместе с Аристархом Берёзкин пытается ограбить богатую квартиру банкирши, но попадает в ловушку, расставленную там дочерью хозяйки, «новой русской» девочкой Сашей.
Саша — бедный несчастный ребёнок, у которого есть всё, кроме материнского внимания и душевного тепла. Бизнес-вумен Ольга, «новая русская» мама, постоянно занята: она управляет банком, поэтому вынуждена часто летать в командировки. Саша же готова избавиться от богатства и благополучия, чтобы жить как обычные дети — просто с домашней мамой. Шантажируя Берёзкина видеозаписью его проникновения в квартиру и взлома сейфа, девочка требует от него ограбить банк матери. Чтобы сделать его вхожим в дом, она переодевает его в приличную одежду и представляет то своим новым учителем информатики, то дядей Веней из Алупки. Аристарх тем временем «нейтрализует» гувернантку Саши Амалию, влюбляя её в себя. А Берёзкину начинает казаться, что мать Саши Ольга — его первая юношеская любовь, которую он искал всю жизнь.
Из «прослушки», установленной Сашей на телефоне в банке, они с Берёзкиным узнают, что помощник Ольги Крышкин с сообщниками тоже намерены ограбить банк и убить начальницу. В милиции несовершеннолетней Саше не верят, принимая её звонок в дежурную часть за новогодний розыгрыш, и тогда, чтобы расстроить планы врагов, Берёзкин нанимается к ним взломщиком и нейтрализует подручных. Но главарю Крышкину удаётся сбежать. Спеша в аэропорт предупредить мать, Саша попадает в лапы негодяя.
Крышкин начинает шантажировать банкиршу, требуя передать ему все деньги и документы, гарантирующие ему безопасность. Когда Берёзкин и Ольга Васильевна приезжают на встречу с ним, он пытается убить их всех как свидетелей, но ему под ноги попадает мыло, которое Берёзкин ранее хотел использовать для повешения. Преступника задерживают, а Берёзкин вынужден вернуться в колонию ещё на год.
Спустя год Берёзкин выходит из колонии, а Саша и Ольга Васильевна встречают его.

## В ролях
| Актёр               | Роль |
| ------------------- | --- |
| Александр Збруев    | Владимир Сергеевич Берёзкин                                                                                          |
| Юля Чернова         | Саша |
| Вера Глаголева      | Ольга Васильевна, мать Саши, управляющая банком                                                                      |
| Борис Сичкин        | Аристарх Львович Растопчин, профессиональный нищий, интеллектуал, играющий роль Деда Мороза                          |
| Ольга Волкова       | Амалия Аркадьевна, гувернантка Саши                                                                                  |
| Валерий Гаркалин    | Коля Крышкин, помощник управляющей банком Ольги Васильевны, организатор ограбления банка и убийства своей начальницы |
| Нина Русланова      | Галя, бывшая жена Володи Берёзкина                                                                                   |
| Армен Джигарханян   | Армен Борисович, начальник исправительной колонии                                                                    |
| Спартак Мишулин     | «Корявый», вор «в законе»                                                                                            |
| Владимир Гранов     | Ваня |
| Анатолий Журавлёв   | Серёга («Сохатый»), охранник в банке, бандит                                                                         |
| Игорь Воробьёв      | Голубев («Кувалда»), охранник в банке, бандит                                                                        |
| Сергей Габриэлян    | Веня («Костогрыз»), охранник в банке, бандит                                                                         |
| Владимир Долинский  | главный инженер |
| Роман Мадянов       | прапорщик, тюремный охранник                                                                                         |
| Георгий Мартиросьян | полковник Полуяконин                                                                                                 |
| Владимир Прохоров   | генерал-лейтенант Сорока, зам. министра, спасенный Берёзкиным                                                        |
| Леонид Громов       | старший лейтенант милиции, сотрудник дежурной части                                                                  |
| Александр Робак     | новый хозяин квартиры экс-жены Березкина Галины на фотографии                                                        |

## Съёмочная группа
| Режиссёр   | Тигран Кеосаян                                 |
| Сценаристы | Сергей Белошников, Владимир Брагин             |
| Продюсеры  | Иван Демидов, Давид Кеосаян, Татьяна Воронович |
| Оператор   | Юрий Любшин                                    |
| Художник   | Виктор Юшин                                    |
| Композитор | Артемий Артемьев                               |

## Саундтрек и стихотворение
«Шаганэ ты моя, Шаганэ!

Потому что я с севера, что ли,

Я готов рассказать тебе поле,

Про волнистую рожь при луне.

Шаганэ ты моя, Шаганэ».
В фильме практически отсутствует оригинальная музыка. Музыка, которую слушают Саша и Амалия Аркадьевна — одно из произведений Антонио Вивальди — Концерт № 4 фа минор «Зима» в исполнении латвийского виртуоза Гидона Кремера.
| Исполнитель        | Песня                        |
| ------------------ | ---------------------------- |
| Алёна Свиридова    | «Будет так всегда»           |
| Александр Шевченко | «Будет всё, как ты захочешь» |
| Максим Фадеев      | «Сестричка»                  |
| Чиж & Co           | «О любви»                    |
| Лолита Милявская   | «Фасон»                      |
| Игорь Саруханов    | «Скрипка-лиса»               |

## Награды и номинации
- 1998 — Кинотавр:
  - победитель в категории «Лучшая мужская роль» — Александр Збруев
  - номинация на главный приз
- 1998 — ТЭФИ
  - победа в категории «Лучший игровой фильм»[3]
- 1998 — МКФ детских фильмов «Артек»
  - приз Большого детского жюри в номинации «Лучшая актриса-девочка» — Юля Чернова